# 青 (DISH//のアルバム)
『青』（せい）は、DISH//の2枚目のコンピレーション・アルバム。2022年9月7日にSony Music Recordsから発売された。

## 概要
- 前作『再』から約5か月振りのリリース。
- CDは初回生産限定盤、通常盤の2形態で発売。
- 前作同様、「10th Anniversary Retake Collection」と題したアルバムとなっており、自身のバンド結成10周年を記念したリテイクプロジェクト『再青プロジェクト』として、2022年6月[注 1]から毎月1日に2曲ずつ配信されたリテイクバージョンの楽曲に加え、本作限定の「HIGH-VOLTAGE DANCER」と「Shall We Dance????」のリテイクバージョンをコンパイルし、全形態共通で全10曲を収録[5][6][7][8]。
- 初回生産限定盤の特典DVDには、2022年6月に開催された自身のライブツアー『LIVE TOUR -DISH//- 2022「今」』のメイキングとマネージャーに目線カメラを付けてメンバーに密着した映像を収録した、ドキュメンタリー映像『Documentary of LIVE TOUR -DISH//- 2022「今」』を収録[5][6][7]。
  - また、15枚のLPサイズビジュアルカードや本作の楽曲制作ロングインタビューと、メンバー全員の収録楽曲のセルフライナーノーツも付属[5][6][7]。

## 収録曲

### CD
1. Starting Over (in 2022) - [5:36]
作詞・作曲：新井弘毅
編曲：新井弘毅、トオミヨウ
  - 12thシングルのリテイクバージョン
  - 2022年6月1日に各配信サイトにて配信された[9]。
2. It's alright (in 2022) - [4:15]
作詞：白井裕紀、カジィ
作曲：川口進
編曲：ISB
  - インディーズ1stシングルのリテイクバージョン
  - 2022年9月1日に各配信サイトにて配信された[10]。
3. HIGH-VOLTAGE DANCER (in 2022) - [3:29]
作詞：DISH//、小倉しんこう
作曲：松隈ケンタ
編曲：SCRAMBLES
  - 8thシングルのリテイクバージョン
4. DAWN (in 2022) - [4:14]
作詞：久保田真悟、JUN、fleeting.
作曲・編曲：久保田真悟
  - 3rdアルバム『Junkfood Junction』収録曲のリテイクバージョン
  - 日本サッカー協会『SAMURAI BLUE 新しい景色を2022』公式テーマソング[11]
  - 2022年9月1日に各配信サイトにて配信された[12]。
5. ただ抱きしめる (in 2022) - [4:12]
作詞：藤林聖子
作曲：吉木絵里子
編曲：重永亮介
  - 12thシングル『Starting Over』カップリングのリテイクバージョン
  - 2022年8月1日に各配信サイトにて配信された[13]。
6. Shall We Dance???? (in 2022) - [4:36]
作詞・作曲：DISH//
編曲：宮下浩司 
  - 7thシングル『俺たちルーキーズ』カップリングのリテイクバージョン
7. JUMPer (in 2022) - [3:29]
作詞：DISH//、小倉しんこう
作曲：松隈ケンタ
編曲：SCRAMBLES
  - 2ndアルバム『召し上がれのガトリング』収録曲のリテイクバージョン
  - 2022年7月1日に各配信サイトにて配信された[14]。
8. FLAME (in 2022) - [4:07]
作詞・作曲：小倉しんこう
編曲：小倉しんこう、梅原新
  - 4thシングルの2曲目のリテイクバージョン
  - 2022年8月1日に各配信サイトにて配信された[15]。
9. Newフェイス (in 2022) - [3:31]
作詞：DISH//、松隈ケンタ
作曲：松隈ケンタ
編曲：松隈ケンタ、豊住サトシ
  - 10thシングル『僕たちがやりました』カップリングのリテイクバージョン
  - 2022年7月1日に各配信サイトにて配信された[16]。
10. 好きになってくれてありがとう (in 2022) - [5:23]
作詞・作曲：田村歩美
  - 5thシングル『変顔でバイバイ!!』カップリングのリテイクバージョン
  - 2022年6月1日に各配信サイトにて配信された[17]。

### 特典DVD（初回生産限定盤）
| #  | タイトル                                         | 作詞 | 作曲・編曲 |
| -- | ------------------------------------------------ | ---- | ---------- |
| 1. | 「Documentary of LIVE TOUR -DISH//- 2022「今」」 |      |            |